# New Education Fellowship
New Education Fellowship ist die älteste internationale Organisation, die seit 1921 bis heute die Reformpädagogik begleitet hat, und war während der 1920er Jahre ihr eigentliches Forum, das den internationalen Erfahrungsaustausch in breitem Umfang erst ermöglichte und intensivierte.

## Geschichte

### International

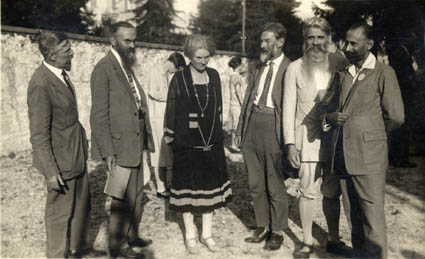
Ovide Decroly, Pierre Bovet, Beatrice Ensor, Édouard Claparède, Paul Geheeb, Adolphe Ferrière bei einem Kongress

Die Konstituierung erfolgte 1921 in Calais. Mit der Initiatorin Beatrice Ensor  (England), Elisabeth Rotten (Schweiz – für die deutschsprachigen Länder) und Adolphe Ferrière (Schweiz – für die Französisch sprechenden Länder) standen bekannte Pädagogen an der Spitze.
Die Zeitschrift „The New Era“ wurde von New Education Fellowship gegründet und von Beatrice Ensor zeitweilig mit Alexander S. Neill herausgegeben, der 1921 auf einer Recherche-Reise in Hellerau bei Dresden seine Frau Liliane kennenlernte und mit ihr 1927 die unter dem Namen Summerhill berühmt gewordene Schule gründete. Die Zeitschrift hatte einen bedeutenden Einfluss auf die internationale Entwicklung.
Internationale Konferenzen fanden in Montreux 1923, Heidelberg 1925, Locarno 1927, Helsingør 1929, Nizza 1932 mit einer breiten internationalen Beteiligung statt. In diesem Rahmen finden sich auch Namen wie Martin Buber, Ovide Decroly, John Dewey, Paul Geheeb, Maria Montessori, Helen Parkhurst, Hanna Meuter (Vortrag in Nizza), Jean Piaget und Peter Petersen.

### Deutsche Sektion
Um die Gründung der deutschsprachigen Sektion – Internationaler Arbeitskreis für Erneuerung der Erziehung – bemühten sich Elisabeth Rotten und Karl Wilker. Sie waren Herausgeber der Zeitschrift „Das Werdende Zeitalter“.
Nach dem großen internationalen Erfolg der Heidelberger Konferenz wurde die deutsche Sektion – Weltbund für Erneuerung der Erziehung (WEE) – offiziell 1931 gegründet: Erich Weniger wurde Vorsitzender, weitere Mitglieder des Vorstandes waren: Minister a. D. Carl Heinrich Becker (Berlin), Julius Gebhard (Hamburg), Robert Ulich (Dresden), Leo Weismantel (Markbreit/M.).
Unter der NS-Diktatur kam die Arbeit nach 1933 in Deutschland und Europa zum Erliegen, während sie auf den anderen Kontinenten fortgeführt wurde. Erst nach 1945 wurden erste Kontakte nach England und in die USA wieder aufgenommen.
1951 fand durch die Initiative von Elisabeth Rotten die Neugründung der deutschsprachigen Sektion im Pädagogischen Institut Jugenheim/Bergstraße unter der Leitung von Franz Hilker statt. Zu den Mitarbeitern gehörte Hermann Röhrs. Rechtlicher Sitz war Heidelberg.